# Liga Mundial de waterpolo femenino 2006
La Liga Mundial de waterpolo femenino 2006 fue la tercera edición del evento anual, organizado por el organismo rector mundial de deportes acuáticos, la Federación Internacional de Natación. Se llevaron a cabo cuatro torneos de clasificación, antes del despegue de la Super Final en Cosenza, Italia, del 26 al 30 de julio de 2006.

## Ronda preliminar

### Grupo A
Celebrada del 3 al 8 de julio de 2006 en Yongzhou, China
|    | Equipo        | Pts. | PJ | G | E | P | GF | GC | Dif. |
| -- | ------------- | ---- | -- | - | - | - | -- | -- | ---- |
| 1. | Australia     | 18   | 6  | 6 | 0 | 0 | 79 | 35 | +44  |
| 2. | Nueva Zelanda | 12   | 6  | 4 | 0 | 2 | 56 | 46 | +10  |
| 3. | China         | 6    | 6  | 2 | 0 | 4 | 53 | 58 | -5   |
| 4. | China II      | 0    | 6  | 0 | 0 | 6 | 30 | 79 | -49  |

### Grupo B
Celebrada del 7 al 9 de julio de 2006 en Quebec, Canadá
|    | Equipo         | Pts. | PJ | G | E | P | GF | GC | Dif. |
| -- | -------------- | ---- | -- | - | - | - | -- | -- | ---- |
| 1. | Canadá         | 6    | 2  | 2 | 0 | 0 | 25 | 17 | +8   |
| 2. | Estados Unidos | 3    | 2  | 1 | 0 | 1 | 19 | 19 | 0    |
| 3. | Brasil         | 0    | 2  | 0 | 0 | 2 | 16 | 24 | -8   |

### Grupo C
Celebrada del 30 de junio al 8 de julio de 2006 en Barcelona, España y Bochum, Alemania
|    | Equipo       | Pts. | PJ | G | E | P | GF | GC | Dif. |
| -- | ------------ | ---- | -- | - | - | - | -- | -- | ---- |
| 1. | España       | 18   | 6  | 6 | 0 | 0 | 76 | 50 | +26  |
| 2. | Alemania     | 9    | 6  | 3 | 0 | 3 | 67 | 71 | -4   |
| 3. | Países Bajos | 6    | 6  | 2 | 0 | 4 | 56 | 65 | -9   |
| 4. | Grecia       | 3    | 6  | 1 | 0 | 5 | 62 | 75 | -13  |

### Grupo D
Celebrada del 30 de junio al 8 de julio de 2006 en Nancy, Francia y Siracusa, Italia
|    | Equipo  | Pts. | PJ | G | E | P | GF | GC | Dif. |
| -- | ------- | ---- | -- | - | - | - | -- | -- | ---- |
| 1. | Rusia   | 12   | 4  | 4 | 0 | 0 | 61 | 25 | +36  |
| 2. | Italia  | 6    | 4  | 2 | 0 | 2 | 46 | 31 | +15  |
| 3. | Francia | 0    | 4  | 0 | 0 | 4 | 15 | 66 | -51  |

## Semifinales

### Grupo E
Realizado del 12 al 16 de julio de 2006 en Los Alamitos, Estados Unidos
|    | Equipo         | Pts. | PJ | G | E | P | GF | GC | Dif. |
| -- | -------------- | ---- | -- | - | - | - | -- | -- | ---- |
| 1. | Estados Unidos | 15   | 5  | 5 | 0 | 0 | 69 | 33 | +36  |
| 2. | Canadá         | 11   | 5  | 4 | 0 | 1 | 62 | 38 | +26  |
| 3. | Australia      | 10   | 5  | 3 | 0 | 2 | 68 | 41 | +23  |
| 4. | Brasil         | 6    | 5  | 2 | 0 | 3 | 30 | 59 | -29  |
| 5. | Nueva Zelanda  | 3    | 5  | 1 | 0 | 4 | 43 | 67 | -24  |
| 6. | China          | 0    | 5  | 0 | 0 | 5 | 28 | 62 | -32  |

### Grupo F
|    | Equipo       | Pts. | PJ | G | E | P | GF | GC | Dif. |
| -- | ------------ | ---- | -- | - | - | - | -- | -- | ---- |
| 1. | Italia       | 14   | 5  | 5 | 0 | 0 | 64 | 46 | +18  |
| 2. | Rusia        | 12   | 5  | 4 | 0 | 1 | 66 | 45 | +21  |
| 3. | Países Bajos | 9    | 5  | 3 | 0 | 2 | 50 | 40 | +10  |
| 4. | España       | 7    | 5  | 2 | 0 | 3 | 57 | 51 | +6   |
| 5. | Alemania     | 3    | 5  | 1 | 0 | 4 | 37 | 65 | -28  |
| 6. | Francia      | 0    | 5  | 0 | 0 | 5 | 34 | 61 | -27  |

| 13 de julio de 2006 | Italia | 10-8 | Países Bajos | Kírishi, Rusia |  |

| 13 de julio de 2006 | España | 11-8 | Francia | Kírishi, Rusia |  |

| 13 de julio de 2006 | Alemania | 4-19 | Rusia | Kírishi, Rusia |  |

| 14 de julio de 2006 | Francia | 6-13 | Italia | Kírishi, Rusia |  |

| 14 de julio de 2006 | Alemania | 7-14 | España | Kírishi, Rusia |  |

| 14 de julio de 2006 | Rusia | 12-10 | Países Bajos | Kírishi, Rusia |  |

| 15 de julio de 2006 | Países Bajos | 14-5 | Francia | Kírishi, Rusia |  |

| 15 de julio de 2006 | Italia | 16-10 | Alemania | Kírishi, Rusia |  |

| 15 de julio de 2006 | España | 12-13 | Rusia | Kírishi, Rusia |  |

| 16 de julio de 2006 | Alemania | 5-9 | Países Bajos | Kírishi, Rusia |  |

| 16 de julio de 2006 | España | 9-9 | Italia | Kírishi, Rusia |  |

| 16 de julio de 2006 | Rusia | 12-8 | Francia | Kírishi, Rusia |  |

| 17 de julio de 2006 | Francia | 7-11 | Alemania | Kírishi, Rusia |  |

| 17 de julio de 2006 | Países Bajos | 9-8 | España | Kírishi, Rusia |  |

| 17 de julio de 2006 | Italia | 10-11 | Rusia | Kírishi, Rusia |  |

## Super Final
|    | Equipo         | Pts. | PJ | G | E | P | GF | GC | Dif. |
| -- | -------------- | ---- | -- | - | - | - | -- | -- | ---- |
| 1. | Estados Unidos | 12   | 5  | 4 | 0 | 1 | 48 | 40 | +8   |
| 2. | Italia         | 10   | 5  | 3 | 0 | 2 | 46 | 43 | +3   |
| 3. | Rusia          | 9    | 5  | 3 | 0 | 2 | 56 | 50 | +6   |
| 4. | Australia      | 9    | 5  | 3 | 0 | 2 | 63 | 63 | 0    |
| 5. | Canadá         | 5    | 5  | 2 | 0 | 3 | 41 | 45 | -4   |
| 6. | Países Bajos   | 0    | 5  | 0 | 0 | 5 | 44 | 57 | -13  |

| 26 de julio de 2006 | Estados Unidos | 14-7 | Países Bajos | Cosenza, Italia |  |

| 26 de julio de 2006 | Canadá | 8-12 | Rusia | Cosenza, Italia |  |

| 26 de julio de 2006 | Australia | 14-13 | Italia | Cosenza, Italia |  |

| 27 de julio de 2006 | Canadá | 9-8 | Países Bajos | Cosenza, Italia |  |

| 27 de julio de 2006 | Australia | 14-12 | Rusia | Cosenza, Italia |  |

| 27 de julio de 2006 | Estados Unidos | 8-6 | Italia | Cosenza, Italia |  |

| 28 de julio de 2006 | Estados Unidos | 7-10 | Rusia | Cosenza, Italia |  |

| 28 de julio de 2006 | Australia | 12-11 | Países Bajos | Cosenza, Italia |  |

| 28 de julio de 2006 | Canadá | 3-6 | Italia | Cosenza, Italia |  |

| 29 de julio de 2006 | Australia | 6-5 | Canadá | Cosenza, Italia |  |

| 29 de julio de 2006 | Rusia | 9-8 | Países Bajos | Cosenza, Italia |  |

| 29 de julio de 2006 | Estados Unidos | ??-?? | Italia | Cosenza, Italia |  |

### Por el 5°
| 30 de julio de 2006 | Canadá | 7-9 | Países Bajos | Cosenza, Italia |  |

### Por la medalla de bronce
| 30 de julio de 2006 | Australia | 7-12 | Rusia | Cosenza, Italia |  |

### Por la medalla de oro
| 30 de julio de 2006 | Estados Unidos | 9-6 | Italia | Cosenza, Italia |  |

## Estadísticas

### Clasificación final
| Estados Unidos  |
| Italia          |
| Rusia           |
| 4. Australia    |
| 5. Países Bajos |
| 6. Canadá       |

### Goleadoras
| Pos. | Nombre               | Goles |
| ---- | -------------------- | ----- |
| 1.   | Blanca Gil           | 40    |
| 2.   | Tania Di Mario       | 36    |
| 3.   | Ekaterina Pantyulina | 32    |
| 4.   | Kate Gynther         | 31    |
| 5.   | Bronwen Knox         | 29    |
| 6.   | Rebecca Rippon       | 26    |
| 7.   | Natalia Shepelina    | 23    |
| 7.   | Alena Vylegzhanina   | 23    |
| 9.   | Manuela Zanchi       | 22    |
| 9.   | Iefke van Belkum     | 22    |
| 9.   | Rianne Guichelaar    | 22    |
| 12.  | Silvia Bosurgi       | 21    |
| 12.  | Alette Sijbring      | 21    |
| 14.  | Katrin Dierolf       | 20    |
| 14.  | Monika Kruszona      | 20    |
| 14.  | Cristina López       | 20    |
| 14.  | Angeliki Gerolimou   | 20    |
| 14.  | Sofia Konukh         | 20    |